# Parque nacional de Buxa
El Parque Nacional de Buxa (Pron: ˈbʌksə) es un parque nacional indio, localizado en el estado de Bengala Occidental, en las colinas Buxa de la montañosa zona meridional de Bután. Está localizado dentro de la "Reserva de Tigres de Buxa". 

## Historia
La "reserva del tigre de Buxa" se creó en 1983 como la 15.ª reserva del tigre. En 1986, se constituyó el "santuario de vida salvaje de Buxa" sobre 314,52 km² de los bosques de la reserva. En el año 1991, se añadieron 54,47 km² al santuario. Un año más tarde, en 1992, el gobierno de Bengala Occidental declaró su intención de constituir un parque nacional sobre 117,10 km² del santuario de la vida salvaje de Buxa. Finalmente, el gobierno del estado declaró a la zona parque nacional vía notificación n.º 3403-For/11B-6/95 dt. 05.12.1997.

## Flora
Hasta la fecha se han identificado en el parque más de 400 especies de árboles, 250 especies de arbustos, 400 especies de herbáceas, 9 especies de caña, 10 especies de bambú, 150 especies de orquídeas, 100 especies de prados y 130 especies de flora acuática incluyendo más de 70 juncias (Cyperaceae). Hay más de 160 especie de otros monocotiledones y helechos.
Los principales árboles son sal o sala, Magnolia champaca, "gamhar", árboles de algodón de seda y Chukrasia tabularis.

## Fauna
Las principales especies del parque son el tigre, el elefante asiático, el gaur (bisonte indio), el jabalí y el sambar, encontrándose también ejemplares de gallo bankiva.

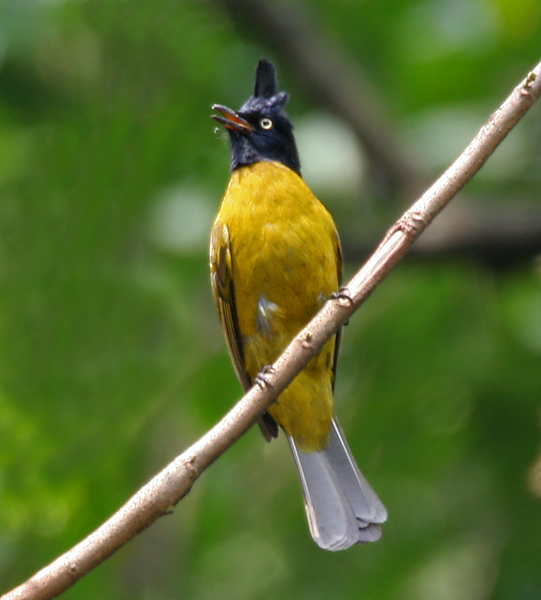
Bulbul crestinegro en la reserva.

Se han identificado hasta la fecha más de 284 especies de aves, 73 especies de mamíferos, 76 especies de serpientes y 5 especies de anfibios. En una revisión reciente (2006) se menciona que el parque tiene el número más alto de especies de peces en la región de Bengala.[cita requerida]
Entre los mamíferos se encuentran el tigre, la civeta hindú grande, el elefante asiático, la ardilla india gigante, el chital, la pantera nebulosa, el búfalo indio y antílopes.
Dentro del grupo de los reptiles, cabe mencionar la pitón reticulada. Y en cuanto a los anfibios, se han descubierto dos especies de sapos en el parque en 2006.
Los ríos Raidak y Jayanti, que fluyen por el bosque, y el lago Narathali sirven de hogar a las aves migratorias así como a las endémicas que abundan en el lugar. Hay cálao claro oriental, pico de ibis, serreta grande, lavanderas, la rara grulla cuellinegra, la cerceta común migratoria, la cigüeña negra, suirirí bicolor, minivets y porrones pardos. 

## Información para el turista
Una buena época para visitar el parque es entre los meses de octubre y abril.

## Enlaces de interés
- World Database on Protected Areas

- Datos: Q2340037
- Multimedia: Buxa Tiger Reserve / Q2340037